# Kim Sa-rang
Kim Sa-rang (coréen : 김사랑) est une actrice sud-coréenne née le 12 janvier 1978. Elle représentait la Corée du Sud pour le concours Miss Univers 2001 et y a gagné le prix du meilleur costume national.

## Filmographie

### Films
| Année | Film               | Titre Original         | Nom du rôle                        | Rôle      |
| ----- | ------------------ | ---------------------- | ---------------------------------- | --------- |
| 2002  | Man is Born        | 남자 태어나다          |                                    |           |
| 2003  | Love is Impossible | 남남북녀               | Oh Yeong-hye                       | Principal |
| 2006  | Who Slept with Her | 누가 그 여자와 잤을까? | Eom Ji-yeong                       | Principal |
| 2007  | Radio Days         | 라듸오 데이즈          | Radio announcer, jazz singer, Mari |           |
| 2019  | Man of Men         | 퍼펙트 맨              |                                    |           |

### Séries Télévisées
| Année | Série télévisée                | Titre original          | Nom du rôle                 | Rôle       | Chaîne |
| ----- | ------------------------------ | ----------------------- | --------------------------- | ---------- | ------ |
| 2000  | Anger of Angel                 | 천사의 분노             |                             |            | SBS    |
| 2001  | What in the World              | 어쩌면 좋아             |                             |            | MBC    |
| 2001  | Mina                           | 미나                    | Mina                        | Principal  | KBS 2  |
| 2002  | Love                           | 정/情                   | Eulsuk                      |            | SBS    |
| 2003  | Thousand Year's Love           | 천년지애/千年之愛       | Kum-hwa / Go Eun-bi         | Principal  | SBS    |
| 2005  | A Love to Kill                 | 이 죽일 놈의 사랑       | Han Da-jeong                | Principal  | KBS 2  |
| 2007  | King and Me                    | 왕과 나                 | Eoh Woo-dong                | Secondaire | SBS    |
| 2007  | How to Meet a Perfect Neighbor | 완벽한 이웃을 만나는 법 | Elle-même                   | Caméo      | SBS    |
| 2008  | Tokyo Showers                  | 도쿄, 여우비            | Lee Su-jin                  | Principal  | SBS    |
| 2010  | Secret Garden                  | 시크릿 가든             | Yoon Se-ul                  | Principal  | SBS    |
| 2015  | My Love Eun-Dong               | 사랑하는 은동아         | Seo Jeong-eun / Ji Eun-dong | Principal  | JTBC   |
| 2016  | Happy Home                     | 가화만사성              | Bong Seon-hwa               | Secondaire | MBC    |
| 2019  | Abyss                          | 어비스                  | Go Se-yeon avant sa mort    | Secondaire | TvN    |

### Clips vidéos
- Because You're My Woman de Lee Seung-gi